# Leopold Graf von Rothkirch und Trach

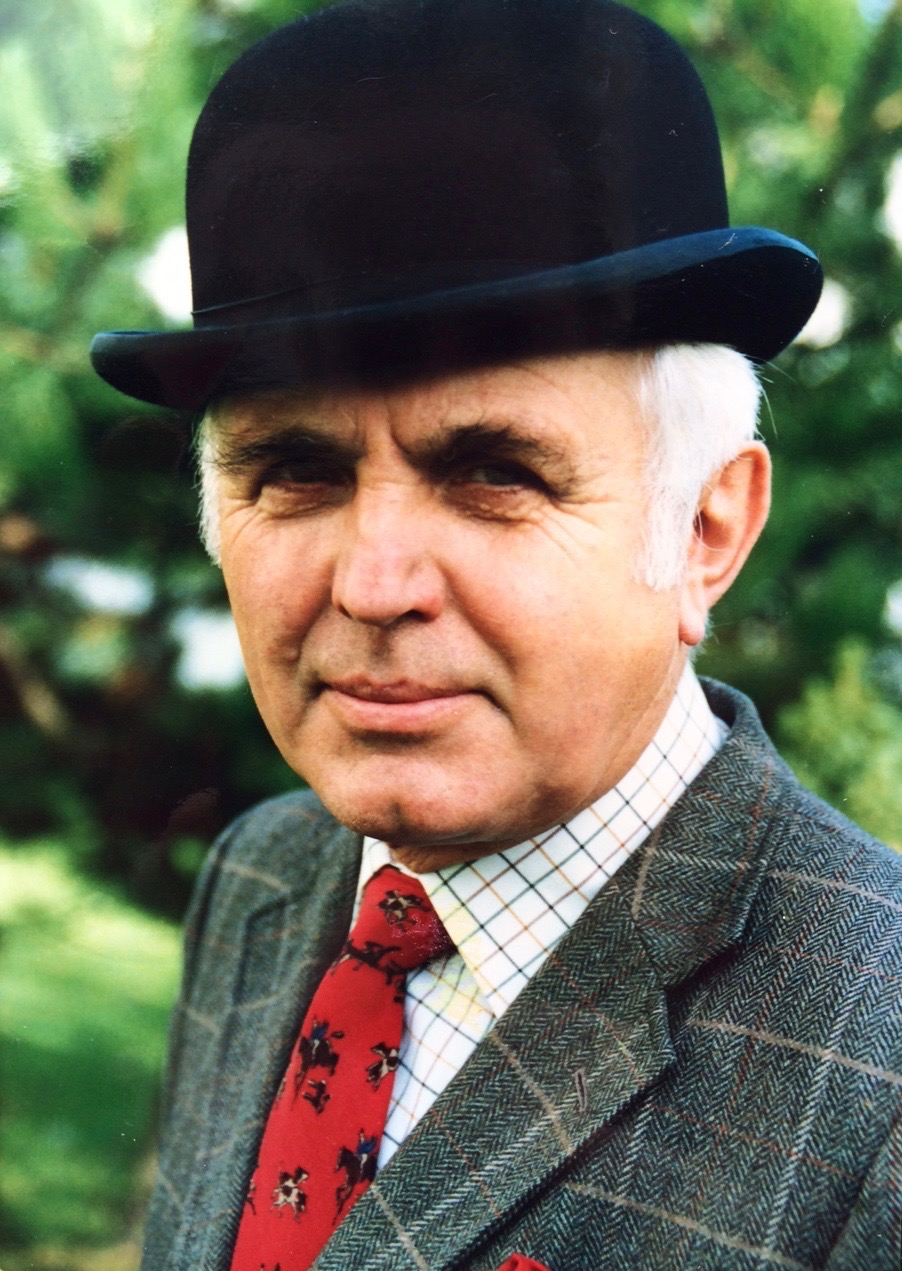
Leopold Graf Rothkirch

Leopold Graf von Rothkirch und Trach (* 27. Dezember 1923 in Kassel; † 27. Oktober 2009 in Bonn) war ein deutscher Landwirt, Offizier und Pferdesportler.

## Leben
Leopold, aus dem ehemals schlesischen Adelsgeschlecht der Rothkirch stammend, war der Sohn des erfolgreichen Springreiters und späteren Generals der Kavallerie Edwin Graf von Rothkirch und Trach (1888–1980) und dessen Frau Albertine, geb. Gräfin von Schaumburg (1902–1935). 
Nach Kriegsabitur wurde er 1942 zur Wehrmacht einberufen. 1944 war er als Leutnant der Panzertruppe bei den Abwehrkämpfen in Kurland, Ostpreußen und Ungarn eingesetzt und im April 1945 nahm er an der Schlacht um die Seelower Höhen östlich von Berlin teil. 
Nach Kriegsende wurde Rothkirch 1948 Diplomlandwirt, und 1950 übernahm er ein Gut in Römersberg in Nordhessen. 1958 wurde er Reserveoffizier der Bundeswehr, wo er nach regelmäßigen Übungen und Beförderungen 1976 noch zum Oberst der Reserve befördert wurde.
Von 1961 bis 1970 war er Berater für landwirtschaftliche Großbetriebe bei Massey Ferguson, danach von 1970 bis 1976 Vorsitzender der Centralen Marketing-Gesellschaft der deutschen Agrarwirtschaft (CMA). Von 1976 bis 1984 war er Leiter Öffentlichkeitsarbeit der Deutz-Fahr-Landtechnik (KHD) und schließlich von 1984 bis 1993 Berater der Niederländischen Agrarwirtschaft und der niederländischen Botschaft.
Leopold Graf von Rothkirch und Trach war ein passionierter Reiter, in den 1950er und 1960er Jahren erfolgreich in allen Disziplinen, vor allem im Vielseitigkeitsreiten. Mit zunehmendem Alter spezialisierte er sich auf den Fahrsport. Er wurde Vorstandsmitglied des „Deutschen Reit- und Fahrverbandes“ (DRFV) und Vorsitzender der Fachgruppe Fahren des DRFV. Er besaß die Richterbefähigung in allen olympischen Disziplinen bis zur höchsten Klasse. Ab 1960 engagierte er sich zunächst im Rotary-Club in Kassel und 1971 war er Mitbegründer des Rotary-Clubs Bonn-Kreuzberg.
1950 heiratete er Gabriele Heintze; aus der Ehe stammen zwei Kinder. 1977 ging er eine zweite Ehe mit Ute Spieker ein.

## Ehrenämter
- Präsident des Bundesverbandes der Maschinenringe e.V. (1965 bis 1973)
- Ehrenvorsitzender der Molkerei Borken e.G. und der Raiffeisenbank Borken e.G.
- Internationaler Richter für Reiten und Gespannfahren
- Vizepräsident des Deutschen Reiter- und Fahrer-Verbandes (DRFV) (1990–2004)
- Ehrenpräsident des Deutschen Reiter- und Fahrer-Verbandes (DRFV) (2004)

## Auszeichnungen
- Eisernes Kreuz Erster Klasse
- Panzervernichtungsabzeichen, Panzerkampfabzeichen in Silber und Verwundeten-Abzeichen
- Deutsches Reiterkreuz in Gold (2004)